# Boops
Boops – rodzaj morskich ryb z rodziny prażmowatych (Sparidae).

## Zasięg występowania
Bops występuje w wodach wschodniego Oceanu Atlantyckiego, w Morzu Śródziemnym i Czarnym, a B. lineatus w zachodniej części Oceanu Indyjskiego.

## Klasyfikacja
Gatunki zaliczane do tego rodzaju:
- Boops boops – bops[3], złotokres[3]
- Boops lineatus